# Evangelische Kirche Bořislav

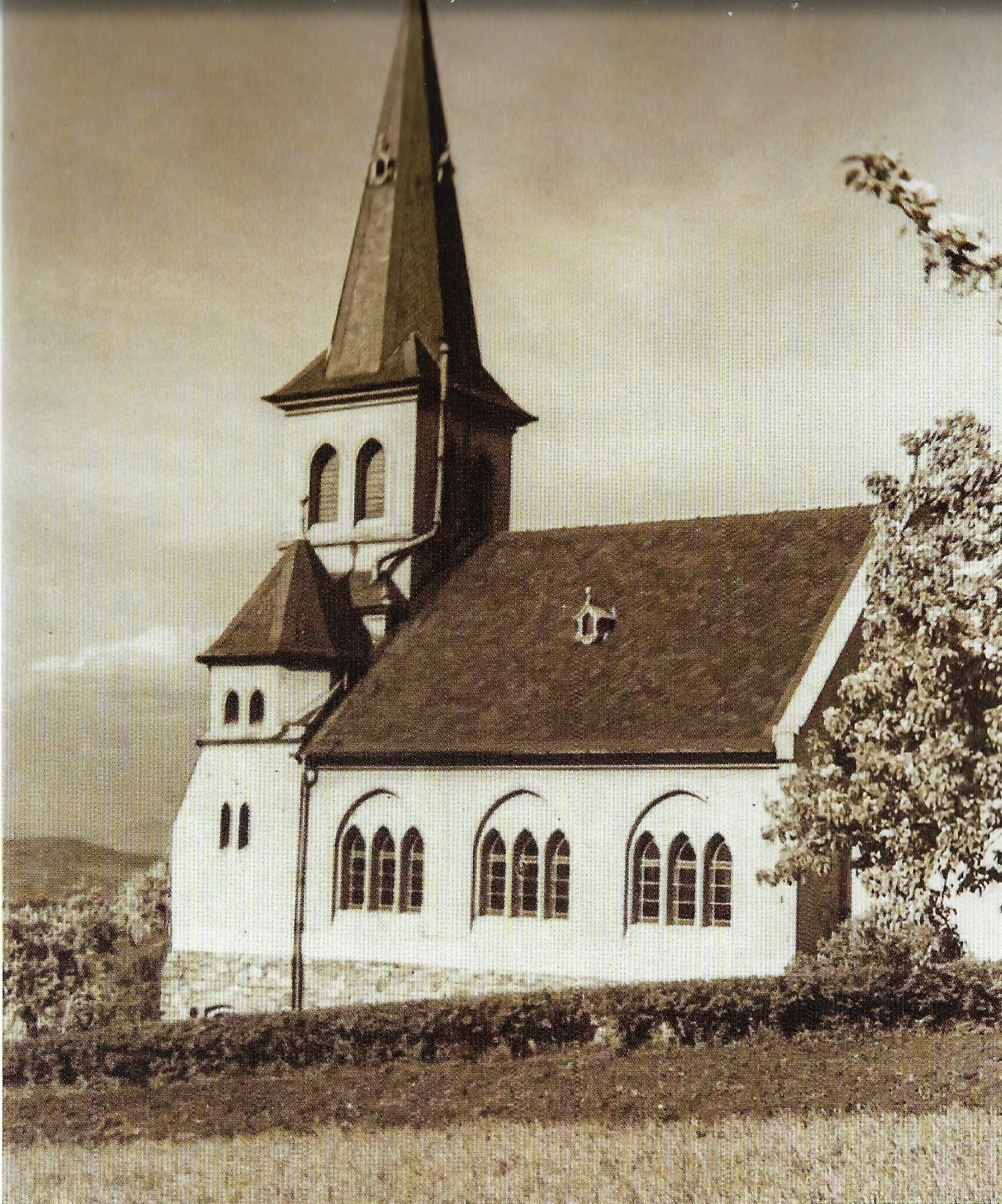
Evangelische Kirche Bořislav

Die Evangelische Kirche war die evangelisch-lutherische Gemeindekirche von Bořislav (deutsch: Boreslau)  im Okres Teplice in Tschechien. Sie gehörte der Evangelischen Superintendentur A. B. Westböhmen, bis 1945 der Deutschen Evangelischen Kirche in Böhmen, Mähren und Schlesien an.

## Geschichte
Die  Gründung der Evangelischen Kirche von Boreslau erfolgte im Zuge der Los-von-Rom-Bewegung der Wende zum 20. Jahrhundert als Predigtstelle der Bartholomäuskirche von Teplitz. Die Grundsteinlegung erfolgte am 3. Mai 1903 und am 30. August desselben Jahres wurde die Kirche eingeweiht. Mit der Planung wurde der Dresdener Architekt Woldemar Kandler beauftragt, die Ausführung lag in den Händen des örtlichen Baumeisters Gustav Adolf Jirsch.
Nach Auflösung der deutschsprachigen evangelischen Gemeinde infolge der Vertreibung der Deutschen aus der Tschechoslowakei wurde die Kirche zunächst der Tschechoslowakischen Hussitischen Kirche überlassen, anschließend um 1960 profaniert. Seither dient das Kirchengebäude kommerziellen Zwecken.

## Architektur
Der in landschaftsbeherrschender Lage errichtete Kirchenbau stellt eine in neugotischen Formen ausgeführte Saalkirche mit angefügtem rechteckigem Altarraum dar. Der vorgesetzte Turmbau, begleitet von Treppenbauten, wird von einem achtseitigen Steilhelm bekrönt. Das Schiff belichten Dreiergruppen von einfachen Spitzbogenfenstern.